# Josefa Menéndez

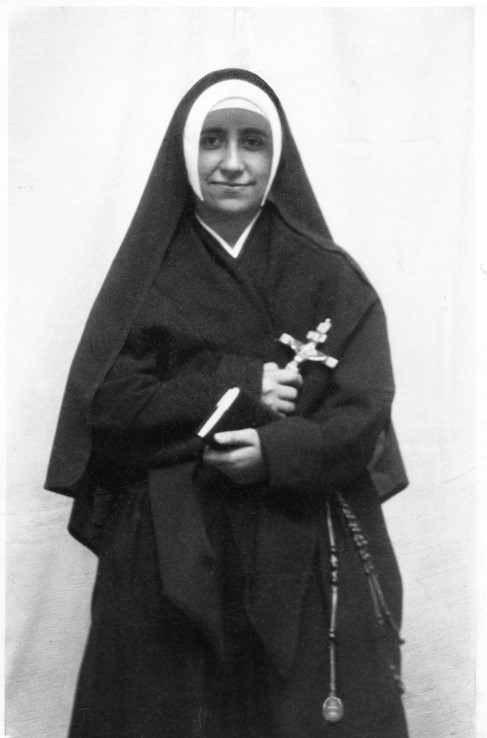
Josefa Menéndez in 1922

Josefa Menéndez (Madrid, 1890 - Frankrijk, 29 december 1923) was een Spaanse religieuze.

## levensloop
Als oudste van een talrijk gezin werkte ze aanvankelijk in het huishouden, voornamelijk als naaister. In 1917 trad ze in het klooster, maar keerde terug omdat haar moeder in moeilijkheden kwam om het huishouden te beredderen. In februari 1920 trad in het klooster van de orde "du Sacré-Cœur de Jésus" in Poitiers. In dit klooster heeft ze gedurende vier jaar visioenen gehad.

## Erkenning
In 1938 werd met toesstemming van de toenmalige staatssecretaris, kardinaal  Eugenio Pacelli, de latere Pius XII (futur Pie XII),  in Toulouse "Un Appel à l'Amour, la biographie de Josefa Menéndez" uitgegeven. Het werk bevat ook haar eigen neerslag van de visioenen en "boodschappen van Christus".
Er werd ook een procedure tot zaligverklaring gestart.

## Filmografie
- Documentaire van Xavier Roujas, "Josefa Menéndez, Un appel à l'Amour." een productie van L'Oeuvre du Sacré-Coeur, 2008 .